# Пржемисл Орач
Пржемисл Орач (чеськ. Přemysl Oráč) (2-а половина VIII ст.) — легендарний перший князь чехів, землероб, що заснував династію Пржемисловичів (873—1306). Пржемисла обрали князем за віщуванням княжни Любуші, що правила по смерті свого батька Крока. Коли чоловіки племені почали висловлювати своє невдоволення правителем-жінкою, вони почали вимагати від княжни шлюбу з кимось і щоб її чоловік уже правив ними. Любуша дорікнула людям за добровільну відмову від свободи і обрала Пржемисла.

## Легенда
Хроніст Козьма Празький (XII ст.) передає її слова так: «Ген там, за горами є невелика річка Билина, на її березі стоїть село, що зветься Стадиці. У тому селі є нивка 12 кроків шириною і довжиною. Хоч вона розташована серед інших полів, та не відноситься до них. На цій нивці чоловік оре двома волами — один білий, а другий із білою головою та смугою поперек тулуба, ото і є ваш князь. А тепер візьміть мій скіпетр, плащ і одяг, що мати належить князю і ідть до нього від свого і мого імені та приведіть собі князя, а мені чоловіка. Звати його Пржемисл, що значить „думаючий наперед“ чи „дуже думаючий“, він видумає велику кількість законів, що впадуть на ваші голови та шиї. Його нащадки вічно правитимуть в цій країні».
Плем'я відрядило послів, щоб знайти Пржемисла. Посли легко його відшукали за ознаками. Вони передали йому слова княжни і бажання всього народу бачити його князем. У відповідь Пржемисл у відповідь запросив їх до свого столу. Сідаючи, селянин увіткнув палицю в землю, а вона перетворилась в деревце з трьома паростками. Один пишно розрісся, а два інші засохли. Пржемисл пояснив послам, що багато хто народиться володарями, але правити буде завжди один.
«Потім орач, вдівся у княжий одяг і сів на баского коня, проте взяв із собою свої ликові чуні і велів берегти їх на майбутнє, так вони й зберігаються в Вишеграді в королівських палатах».
Приїхав Пржемисл до міста зустрівся із Любушею і пішов з нею в палати. Вони стали подружжям і мудро правили чеським народом, присмиривши його і давши йому закони, що діяли довгий час. Княжив Пржемисл спокійно аж до смерті Любуші, потім чеські жінки, не бажаючи підкорятись володарю чоловікові збудували напроти Вишеграда свій замок Дєвин, який взяли лиш по семирічній облозі.
Вацлав Гаєк підрахував, що зустріч Пржемисла і Любуші відбулась в 721 році. У Пржемисла і Любуші було три сини: Нєзамисл, Радобиль і Людомир. Престол успадкував старший — Нєзамисл.

## Галерея

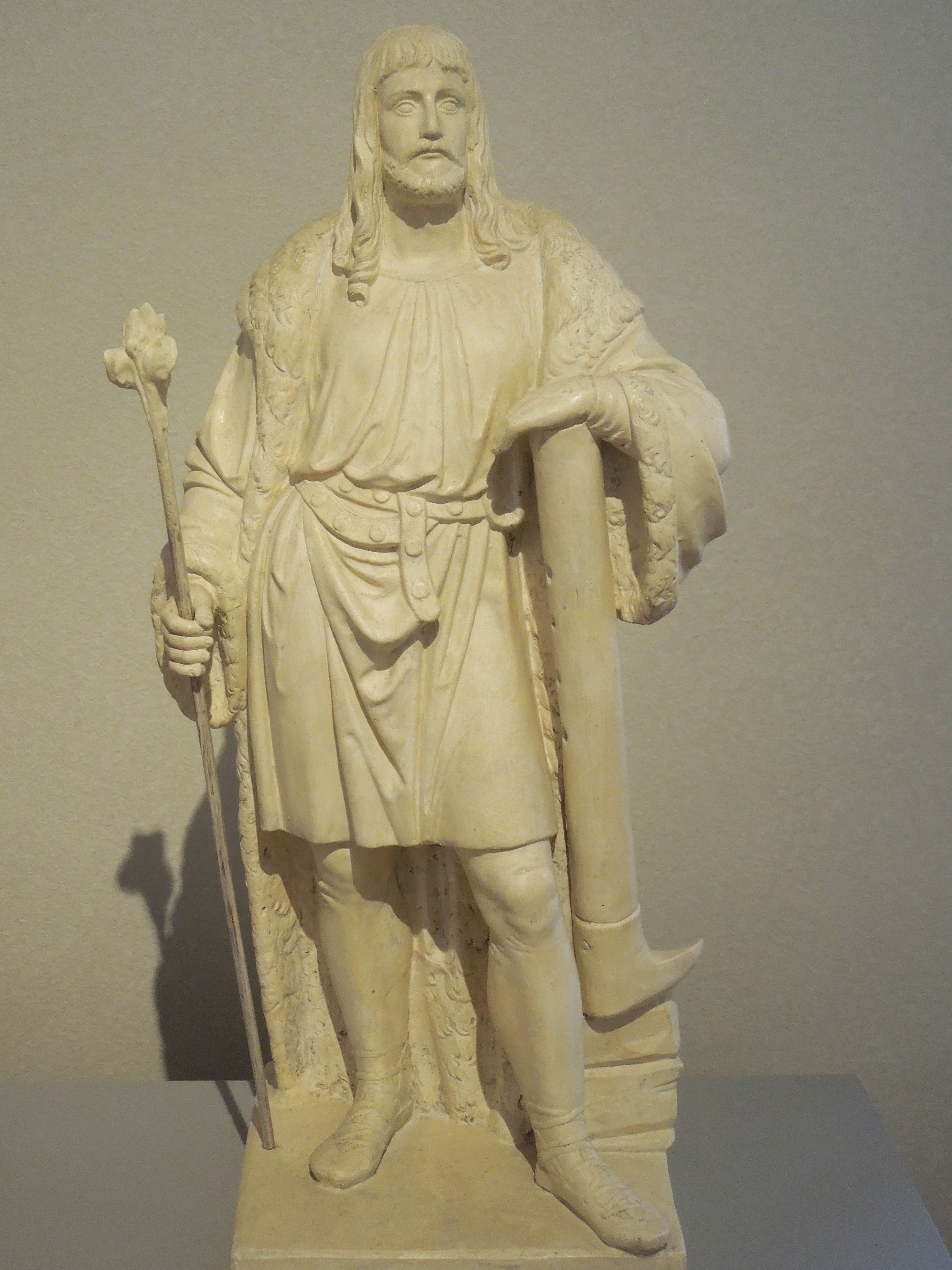
Пржемисл Орач. Макс Й. (1842-1843)
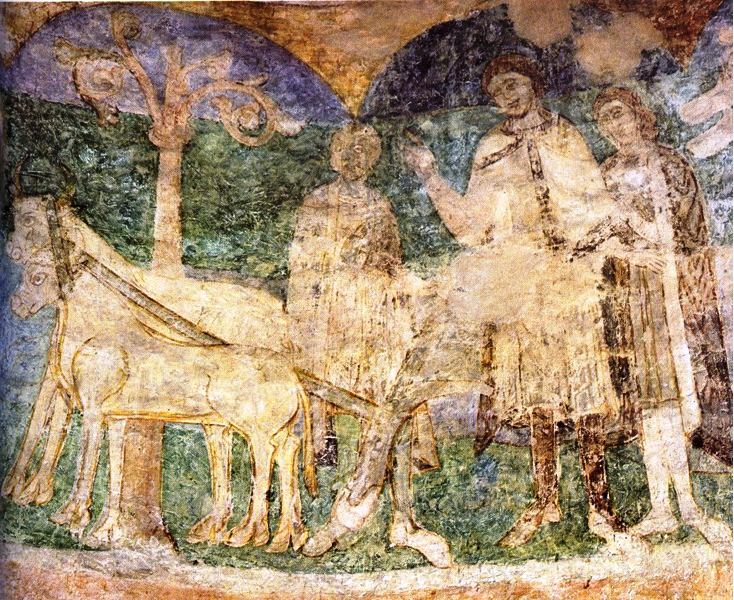
Пржемисл Орач. Малюнок VIII-IX ст.
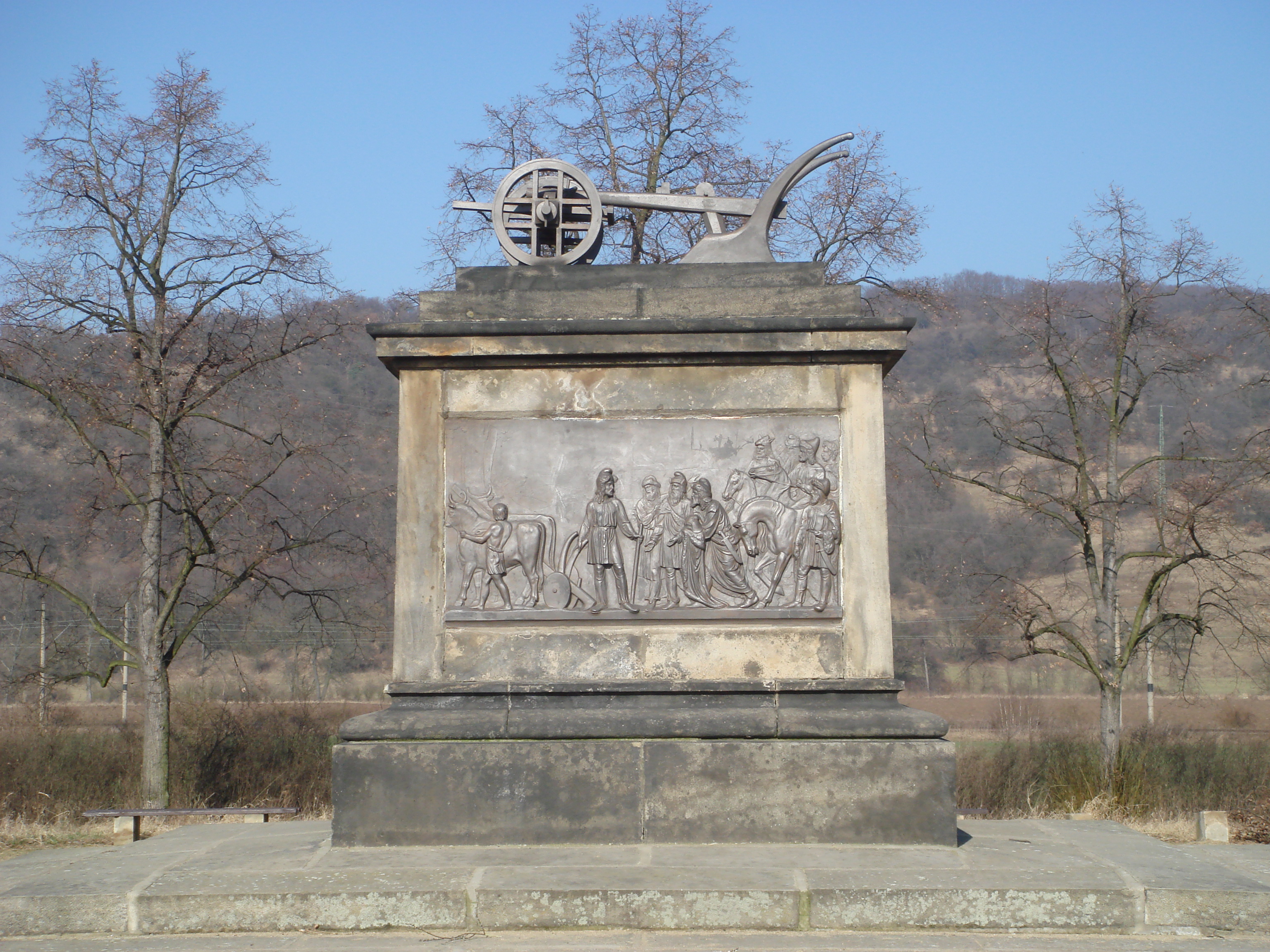
Пам'ятник Пржемислу Орачу на Краловському полі у Стадіце (Устецький край, Чехія)
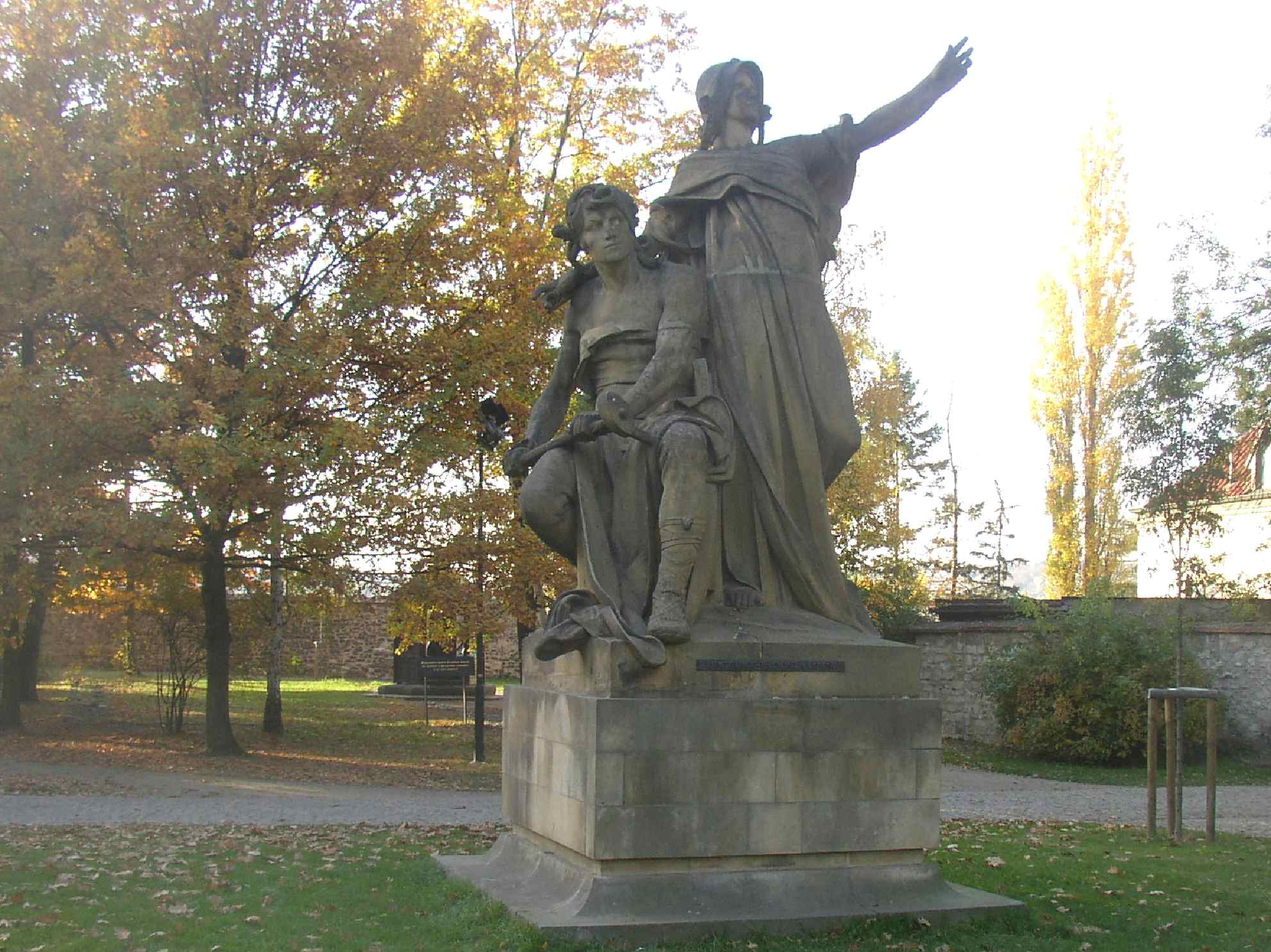
Пржемисл і Любуша. Мислбек Й.В., Вишеград (1881)